# Нурбахш, Джавад
Джавад Нурбахш (англ. Javad Nurbakhsh, перс. جواد نوربخش‎; 10 декабря 1926 — 10 октября 2008) — суфийский шейх, позже глава, или кутб, тариката (братства) ниматуллахи с 1953 по 2008 год, видный суфийский поэт и мыслитель, автор более чем тридцати книг о суфизме.

## Жизнь

### Иран
Нурбахш родился в городе Керман, Иран, 10 декабря 1926 года. Он получил посвящение в суфийский тарикат ниматуллахи в возрасте шестнадцати лет и назначен шейхом в двадцать лет. Нурбахш учился в медицинской школе Тегеранского университета, и получил докторскую степень по психиатрии в 1952 году в Сорбонне. Он начал свою профессиональную карьеру врача в возрасте 26 лет, возглавив местную больницу в городе Бам, Иран. В 1953 году он сменил своего учителя, Муниса Али-шаха Зур-Рийасатайна, в качестве кутба ниматуллахи, приняв суфийский псевдоним Нур Али-шах.
Помимо возрождения суфийского ордена ниматуллахи и активной издательской деятельности, Нурбахш был одним из ведущих психиатров Ирана. Нурбахш верил, что все равны в любви. Согласно его некрологу в иранских новостях, он «продвигал учение о братстве и равенстве всех людей, независимо от пола, расы, национальности и религии».

### Эмиграция на Запад
Джавад Нурбахш покинул Иран после Исламской революции в 1979 году, сначала отправившись в Соединённые Штаты Америки, где он основал несколько суфийских центров, известных как ханака, затем переехал в Великобританию в 1983 году и поселился там. Работа доктора Нурбахша по возрождению и распространению суфизма через орден ниматуллахи продолжалась до его смерти в Великобритании в 2008 году.

## Карьера

### Психиатрия
После получения степени по психиатрии в Сорбонне, Нурбахш был назначен профессором психиатрии в медицинской школе Тегеранского университета. Помимо этого, он был директором Иранского медицинского совета, президентом Иранской ассоциации психиатров и главой психиатрической больницы Рузбех. Он являлся почётным членом Американской ассоциации психиатров. Нурбахш также курировал Всемирный конгресс психиатрии для Всемирной психиатрической ассоциации, когда он впервые проводился в Иране.
Джавад Нурбахш создал 37 научных работ в области психиатрии в качестве автора, редактора и переводчика, наряду с множеством статей в научных журналах и сборником учебных пособий для исследователей, преподавателей и студентови.

### Суфизм
По словам исламоведа Анри Корбена, Нурбахш был известен своей «колоссальной деятельностью» в области публикации классических суфийских текстов. К 1979 году, когда Нурбахш покинул Иран, им было издано около восьмидесяти книг по суфизму.
Он написал двухчастную статью «Что такое суфизм? Суфизм и психоанализ», опубликованную в The International Journal of Social Psychiatry, которая относится к категории суфийской психологии, объединяя его интерес к психиатрии и суфийскую деятельность.
До 1979 года, согласно биографическим материалам на веб-сайте ордена, «он основал 70 суфийских центров в большинстве крупных городов Ирана». Первый суфийский центр ордена за пределами Ирана был создан в Сан-Франциско в 1975 году. Многие другие были созданы за пределами Ирана после его бегства в изгнание в 1979 году. В 2004 году была открыта ханака в Москве, в 2006 — в Санкт-Петербурге.

## Смерть и преемственность
Джавад Нурбахш скончался в своём поместье "Старая мельница" в английской сельской местности рядом с городом Банбери, Оксфордшир, где он провёл свои последние годы, и похоронен там.
Его преемником в качестве кутба братства стал его сын, Алиреза Нурбахш, доктор философии Висконсинского университета. Его суфийский псевдоним — Реза Али-шах.

## Избранные высказывания Нурбахша о суфизме
Основа суфизма — чуткое отношение к сердцу и чувствам другого человека. Если ты не в состоянии радовать сердца, так по крайней мере остерегайся причинять им боль, «ибо на нашем Пути нет иного греха, кроме этого».
Суфизм — это путь к Истине, где взять с собой в дорогу можно только любовь. Путь суфия состоит в том, чтобы смотреть только в одном направлении, а его единственная цель — Бог.
Цель суфизма — постижение Истины. И хотя философы полагают, что эта цель может быть достигнута посредством разума, логики и рассуждений, постижение Истины возможно лишь при помощи совести и видения сердцем, через прозрение и духовное озарение. Суфизм, таким образом, заключается в том, чтобы пойти и увидеть, а не сидеть и болтать.
...столкнувшись с человеком, который претендует на то, что он суфий, а ведет себя вопреки этическим нормам, не спрашивайте: «Что это за суфий такой?» Лучше задайтесь вопросом: «Каким бы человеком он был, если бы не принадлежал к кругу суфиев?»
Именно искренность является главным достоянием на Пути. Быть искренним — это внешне проявлять себя так, каков ты на самом деле, и внутренне быть таким, каким ты проявляешь себя вовне.

### Книги на русском языке

#### Издательство «Ганга»
Нурбахш, Джавад. Беседы о суфийском пути. — Ганга, 2025. — ISBN 978-5-907936-13-3.
Нурбахш, Джавад. Диван. Стихи суфийского мастера. — Ганга, 2024. — ISBN 978-5-907658-53-0.
Нурбахш, Джавад. Кашкуль света. Пояснение суфийских терминов. — Ганга, 2022. — ISBN 978-5-907432-58-1.
Нурбахш, Джавад. Духовная нищета в суфизме. — Ганга, 2019. — ISBN 978-5-907059-89-4.
Нурбахш, Джавад. Психология суфизма. — Ганга, 2019. — ISBN 978-5-907059-90-0.
Нурбахш, Джавад. Женщины-суфии. — Ганга, 2019. — ISBN 978-5-907059-88-7.
Нурбахш, Джавад. Собаки с точки зрения суфиев. — Ганга, 2019. — ISBN 978-5-907059-59-7.
Нурбахш, Джавад. Иисус глазами суфиев. — Ганга, 2018. — ISBN 978-5-907059-25-2.
Нурбахш, Джавад. Путь. Духовная практика суфизма. — Ганга, 2017. — ISBN 978-5-9500596-4-3.

### Другие издания
Нурбахш, Джавад. Таверна среди руин. Семь эссе о суфизме. — М.: Прогресс, 1992.
- - переиздания: 1993, 1996, 1997

Нурбахш, Джавад. Рай суфиев. — М.: Прогресс, 1995. — ISBN 5-01-004576-1.
- - переиздание: 1998

Нурбахш, Джавад. Иисус глазами суфиев. — М.: Когелет, 1999. — ISBN 978-5-907059-25-2.
Нурбахш, Джавад. Духовная нищета в суфизме. Великий демон Иблис. — М.: Оптимус Лайт, 2000. — ISBN 5-93759-001-5.
Нурбахш, Джавад. Психология суфизма. Дел ва нафс (Сердце и Душа). — М.: Амрита-Русь, 2004. — ISBN 5-94355-120-4.
Нурбахш, Джавад. Беседы о суфийском пути. — М.: Присцельс, 1998. — ISBN 5-85324-051-X.
Нурбахш, Джавад. Путь. Духовная практика суфизма. — М.: Риэлетивеб, 2007. — ISBN 0-933546-70-X.
Нурбахш, Джавад. Беседы о суфийском пути. — М.: Риэлетивеб, 2009. — ISBN 978-5-91049-002-8.